# Tameo Ide
Tameo Ide (japonès: 井出多米夫)  (Japó, 27 de novembre de 1908 - Japó, 17 d'agost de 1998) fou un futbolista japonès.

## Selecció japonesa
Tameo Ide va disputar un partit amb la selecció japonesa.